# Arethusana obsoleta
Arethusana obsoleta är en fjärilsart som beskrevs av Pionneau 1923. Arethusana obsoleta ingår i släktet Arethusana och familjen praktfjärilar. Inga underarter finns listade i Catalogue of Life.